# Grivița, Galați
Grivița là một xã thuộc hạt Galați, România. Dân số thời điểm năm 2002 là 3735 người.